# Turn: Washington’s Spies/Episodenliste
Diese Episodenliste enthält alle Episoden der US-amerikanischen Historienserie Turn: Washington’s Spies, sortiert nach der US-amerikanischen Erstausstrahlung. Die Fernsehserie umfasst vier Staffeln mit 40 Episoden.

## Übersicht
| Staffel | Episodenanzahl | Erstausstrahlung USA | Erstausstrahlung USA | Deutschsprachige Erstveröffentlichung |
| Staffel | Episodenanzahl | Staffelpremiere      | Staffelfinale        | Deutschsprachige Erstveröffentlichung |
| ------- | -------------- | -------------------- | -------------------- | ------------------------------------- |
| 1       | 10             | 6. April 2014        | 8. Juni 2014         | 4. März 2015                          |
| 2       | 10             | 13. April 2015       | 8. Juni 2015         | 25. Juli 2015                         |
| 3       | 10             | 25. April 2016       | 27. Juni 2016        | 14. August 2016                       |
| 4       | 10             | 17. Juni 2017        | 12. August 2017      | 3. Oktober 2017                       |

## Staffel 1
Die Erstausstrahlung der ersten Staffel war vom 6. April bis zum 8. Juni 2014 auf dem US-amerikanischen Sender AMC zu sehen. Die deutschsprachige Erstveröffentlichung fand am 4. März 2015 beim Video-on-Demand-Anbieter Amazon Video statt.
| Nr. (ges.) | Nr. (St.) | Deutscher Titel       | Originaltitel               | Erstausstrahlung USA | Deutschsprachige Erstveröffentlichung (D/A) | Regie               | Drehbuch                                                                  |
| ---------- | --------- | --------------------- | --------------------------- | -------------------- | ------------------------------------------- | ------------------- | ------------------------------------------------------------------------- |
| 1          | 1         | Die Rekrutierung      | Pilot                       | 6. Apr. 2014         | 4. März 2015                                | Rupert Wyatt        | Craig Silverstein                                                         |
| 2          | 2         | Der Hinterhalt        | Who by Fire                 | 13. Apr. 2014        | 4. März 2015                                | Ed Bianchi          | Craig Silverstein                                                         |
| 3          | 3         | Kohl und Könige       | Of Cabbage and Kings        | 20. Apr. 2014        | 4. März 2015                                | SJ Clarkson         | Michael Taylor                                                            |
| 4          | 4         | Herz und Geist        | Eternity How Long           | 27. Apr. 2014        | 4. März 2015                                | Adam Davidson       | Andrew Colville                                                           |
| 5          | 5         | Das Epiphanias-Fest   | Epiphany                    | 4. Mai 2014          | 4. März 2015                                | Michael Uppendahl   | Aida Mashaka Croal                                                        |
| 6          | 6         | Mr. Culpeper          | Mr. Culpeper                | 11. Mai 2014         | 4. März 2015                                | Eagle Egilsson      | Mitchell Akselrad                                                         |
| 7          | 7         | Das Duell             | Mercy Moment Murder Measure | 18. Mai 2014         | 4. März 2015                                | Nick Copus          | Andrew Colville, Michael Taylor & Craig Silverstein Idee: Joseph Bellotti |
| 8          | 8         | Die Herausforderung   | Challenge                   | 25. Mai 2014         | 4. März 2015                                | Jeremy Webb         | LaToya Morgan                                                             |
| 9          | 9         | Die Verhandlung       | Against Thy Neighbor        | 1. Juni 2014         | 4. März 2015                                | Ken Fink            | Michael Taylor                                                            |
| 10         | 10        | Der Kampf um Setauket | The Battle of Setauket      | 8. Juni 2014         | 4. März 2015                                | Oliver Hirschbiegel | Craig Silverstein                                                         |

## Staffel 2
Die Erstausstrahlung der zweiten Staffel war vom 13. April bis zum 8. Juni 2015 auf dem US-amerikanischen Sender AMC zu sehen. Die deutschsprachige Erstveröffentlichung fand am 25. Juli 2015 beim Video-on-Demand-Anbieter Amazon Video statt.
| Nr. (ges.) | Nr. (St.) | Deutscher Titel                       | Originaltitel                | Erstausstrahlung USA | Deutschsprachige Erstveröffentlichung (D/A) | Regie             | Drehbuch                           |
| ---------- | --------- | ------------------------------------- | ---------------------------- | -------------------- | ------------------------------------------- | ----------------- | ---------------------------------- |
| 11         | 1         | Gedanken eines freien Mannes          | Thoughts of a Free Man       | 13. Apr. 2015        | 25. Juli 2015                               | Gary Fleder       | Craig Silverstein                  |
| 12         | 2         | Hartgekocht                           | Hard Boiled                  | 13. Apr. 2015        | 25. Juli 2015                               | Andrew McCarthy   | Michael Taylor                     |
| 13         | 3         | Der Verräter                          | False Flag                   | 20. Apr. 2015        | 25. Juli 2015                               | Allison Anders    | LaToya Morgan                      |
| 14         | 4         | Zurück in New York                    | Men of Blood                 | 27. Apr. 2015        | 25. Juli 2015                               | Kate Dennis       | Alexander Rose                     |
| 15         | 5         | Der falsche Informant                 | Sealed Fate                  | 4. Mai 2015          | 25. Juli 2015                               | Keith Boak        | Mitchell Akselrad                  |
| 16         | 6         | Der Rettungsplan                      | Houses Divided               | 11. Mai 2015         | 25. Juli 2015                               | Jeremy Webb       | Michael Taylor & Craig Silverstein |
| 17         | 7         | Gefangen                              | Valley Forge                 | 18. Mai 2015         | 25. Juli 2015                               | Kimberly Peirce   | Aïda Mashaka Croal                 |
| 18         | 8         | Vorsehung                             | Providence                   | 25. Mai 2015         | 25. Juli 2015                               | Michael Uppendahl | Andrew Colville                    |
| 19         | 9         | Verloren                              | The Prodigal                 | 1. Juni 2015         | 25. Juli 2015                               | Eagle Egilsson    | Michael Taylor                     |
| 20         | 10        | Schießpulver, Verrat und Verschwörung | Gunpowder, Treason, and Plot | 8. Juni 2015         | 25. Juli 2015                               | Jeremy Webb       | Craig Silverstein                  |

## Staffel 3
Die Erstausstrahlung der dritten Staffel war vom 25. April bis zum 27. Juni 2016 auf dem US-amerikanischen Sender AMC zu sehen. Die deutschsprachige Erstveröffentlichung fand am 14. August 2016 beim Video-on-Demand-Anbieter Amazon Video statt.
| Nr. (ges.) | Nr. (St.) | Deutscher Titel                | Originaltitel                | Erstausstrahlung USA | Deutschsprachige Erstveröffentlichung (D/A) | Regie           | Drehbuch              |
| ---------- | --------- | ------------------------------ | ---------------------------- | -------------------- | ------------------------------------------- | --------------- | --------------------- |
| 21         | 1         | Der Abschied                   | Valediction                  | 25. Apr. 2016        | 14. Aug. 2016                               | Michael Nankin  | Craig Silverstein     |
| 22         | 2         | Kaltblütig mordende Bastarde   | Cold Murdering Bastards      | 2. Mai 2016          | 14. Aug. 2016                               | Keith Boak      | Michael Taylor        |
| 23         | 3         | Der Segen                      | Benediction                  | 9. Mai 2016          | 14. Aug. 2016                               | Jeremy Webb     | LaToya Morgan         |
| 24         | 4         | Herz und Verstand              | Hearts and Minds             | 16. Mai 2016         | 14. Aug. 2016                               | Deborah Chow    | Michael Taylor        |
| 25         | 5         | Heuchelei, Betrug und Tyrannei | Hypocrisy, Fraud and Tyranny | 23. Mai 2016         | 14. Aug. 2016                               | Keith Boak      | Libby Friz            |
| 26         | 6         | Kleinvieh macht auch Mist      | Many Mickley Make a Muckle   | 30. Mai 2016         | 14. Aug. 2016                               | Marvin Rush     | Mitchell Akselrad     |
| 27         | 7         | Das Urteil                     | Judgement                    | 6. Juni 2016         | 14. Aug. 2016                               | Omar Madha      | Scott Gunnison Miller |
| 28         | 8         | Ausgebessert                   | Mended                       | 13. Juni 2016        | 14. Aug. 2016                               | Kate Dennis     | Andrew Colville       |
| 29         | 9         | Zwischen Krieg und Frieden     | Blade on the Father          | 20. Juni 2016        | 14. Aug. 2016                               | Jeremy Webb     | Alexander Rose        |
| 30         | 10        | Prozess und Hinrichtung        | Trial and Execution          | 27. Juni 2016        | 14. Aug. 2016                               | Andrew McCarthy | Craig Silverstein     |

## Staffel 4
Im Juli 2016 verlängerte AMC die Serie um eine zehnteilige vierte und letzte Staffel. Die Erstausstrahlung war vom 17. Juni bis zum 12. August 2017 auf dem US-amerikanischen Sender AMC zu sehen.  Die deutschsprachige Erstveröffentlichung fand am 3. Oktober 2017 beim Video-on-Demand-Anbieter Amazon Video statt.
| Nr. (ges.) | Nr. (St.) | Deutscher Titel                | Originaltitel              | Erstausstrahlung USA | Deutschsprachige Erstveröffentlichung (D/A) | Regie             | Drehbuch                           |
| ---------- | --------- | ------------------------------ | -------------------------- | -------------------- | ------------------------------------------- | ----------------- | ---------------------------------- |
| 31         | 1         | General der Spionage-Abwehr    | Spyhunter General          | 17. Juni 2017        | 3. Okt. 2017                                | Craig Silverstein | Craig Silverstein                  |
| 32         | 2         | Das Schwarze Loch von Kalkutta | The Black Hole of Calcutta | 17. Juni 2017        | 3. Okt. 2017                                | Andrew McCarthy   | Michael Taylor                     |
| 33         | 3         | Blut für Blut                  | Blood for Blood            | 24. Juni 2017        | 3. Okt. 2017                                | Keith Boak        | Scott Gunnison Miller              |
| 34         | 4         | Ein Albtraum                   | Nightmare                  | 1. Juli 2017         | 3. Okt. 2017                                | Jeremy Webb       | Mitchell Akselrad                  |
| 35         | 5         | Unter Feinden                  | Private Woodhull           | 8. Juli 2017         | 3. Okt. 2017                                | Henry Bronchtein  | Andrew Colville                    |
| 36         | 6         | Der Spion in New York          | Our Man in New York        | 15. Juli 2017        | 3. Okt. 2017                                | Eagle Egilsson    | Alexander Rose                     |
| 37         | 7         | Fortsetzung                    | Quarry                     | 22. Juli 2017        | 3. Okt. 2017                                | Omar Madha        | Libby Friz                         |
| 38         | 8         | Bauch der Bestie               | Belly of the Beast         | 29. Juli 2017        | 3. Okt. 2017                                | Nick Copus        | Mitchell Akselrad                  |
| 39         | 9         | Tag der Abrechnung             | Reckoning                  | 5. Aug. 2017         | 3. Okt. 2017                                | Eagle Egilsson    | LaToya Morgan                      |
| 40         | 10        | Fortsetzung 10                 | Washington’s Spies         | 12. Aug. 2017        | 3. Okt. 2017                                | Jeremy Webb       | Craig Silverstein & Michael Taylor |